# Alonso Filomeno Mayo
Alonso Filomeno Mayo (Lima, 30 de diciembre de 1978) es un director de cine peruano. Estudió Ciencias de la Comunicación en la Universidad de Lima. Actualmente tiene 46 años.

## Filmografía
- Silencio (2002)
- Wednesday Afternoon (2004)
- Anyone (2004)
- Keeper of the past (2005)